# 거시공동

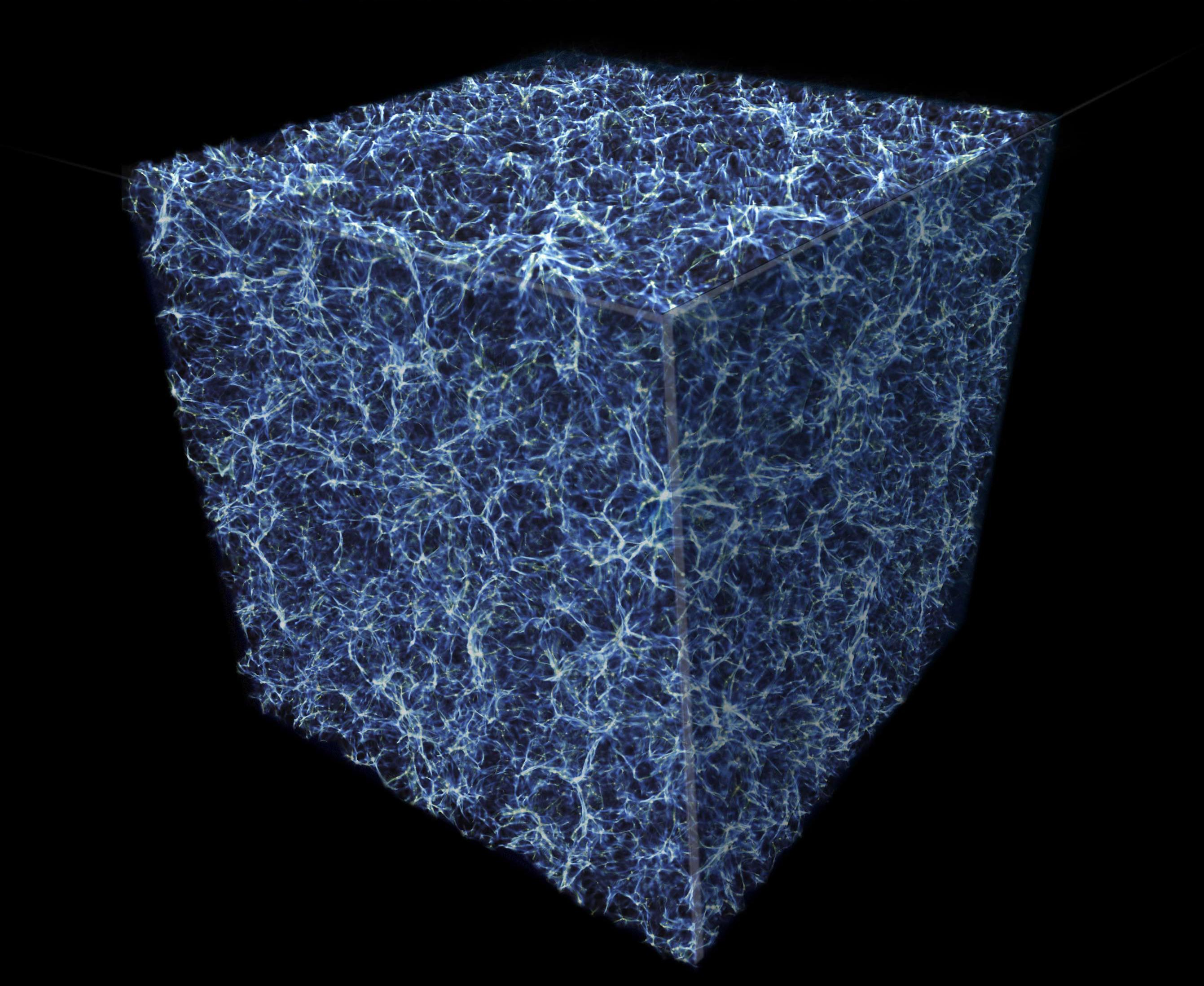
우주 내부의 물질 분포. 푸른 실가닥 구조는 물질(주로 암흑물질)을 나타내고 이들 사이에 있는 빈 공간은 거시공동을 나타낸다.

천문학에서의, 거시공동(巨視空洞, void 보이드[*], 문화어: 공동)은 은하필라멘트(우주에서 가장 거대한 규모의 구조) 사이에 있으며, 은하가 없거나 극소수로 구성된 아주 거대한 빈 공간이다. 1978년 킷 픽 미국립천문대의 스테판 그레고리 및 레이어드 A. 톰슨의 선구적인 연구를 통해 처음으로 발견되었다. 거시공동 영역은 관측 가능한 우주에서 추정되는 물질의 평균 밀도의 10분의 1보다 적은 밀도를 가지고 있다. 직경은 보통 11~150 메가파섹에 이르며, 특히 부유 초은하단의 부재로 나타나는 매우 큰 공동은 가끔 "초거시공동"(supervoid)으로 불리기도 한다. 우주의 평균 밀도를 기준으로 고밀도 영역 안에 위치해 있는 거시공동은 저밀도 영역 안에 위치해 있는 거시공동보다 크기가 작다.
거시공동은 우주대폭발에서 중입자 음향 진동(압축된 중입자 물질의 내파로 인해 발생하는 물질의 붕괴)에 의해 형성되어 온 것으로 여겨지고 있다. 초기 우주에서 양자진동으로 인해 발생한 작은 비등방성으로 시작하여, 비등방성은 시간에 따라 점점 규모가 커졌다. 고밀도 영역은 중력에 의해 더욱 빠르게 붕괴하였고, 결과적으로 오늘날 거시공동과 은하필라멘트로 구성된 거대한 규모의 거품이나 "우주 그물" 같은 구조가 형성되었다.
거시공동은 관측된 우주배경복사(CMB)의 온도와 연관된 것처럼 보이는데, 그 이유는 작스-울프 효과 때문이다. 차가운 영역은 거시공동과 상관있는데 비해, 뜨거운 영역은 중력적색편이로 인해 은하필라멘트와 상관있다. 작스-울프 효과는 매우 중요하기 때문에 우주가 복사 또는 암흑에너지에 의해 지배된다면, 거시공동의 존재는 암흑에너지의 물리적 증거를 제공하는 중요한 단서가 된다.

## 대규모 구조
우리 우주의 구조는 우주의 각 영역들 특징을 기술하는데 도움을 주도록 여러 요소로 나눌 수 있다. 아래의 것들은 우주 그물 구조의 주요 요소들이다.
- 거시공동 - 매우 낮은 평균 밀도를 가진 거대한 영역, 주로 직경이 10 메가파섹(Mpc)보다 크다.
- 장벽 - 일반적인 평균 밀도를 가진 영역. 장벽은 두가지 작은 요소로 더 나눌 수 있다.
  - 은하단 - 장벽이 만나거나 교차하는 크게 밀집된 영역. 해당 장벽의 유효 크기를 결정하는데 도움 된다.
  - 은하필라멘트 - 장벽에서 10 메가파섹 정도로 뻗어 있는 가지.[5]

거시공동은 우주의 평균 밀도의 10분의 1보다 낮은 평균 밀도를 가지고 있다. 이는 거시공동이 되는 것에 대한 합의된 단일의 정의가 없긴 해도, 잠정적 정의(working definition)의 역할을 한다. 우주의 평균 밀도를 기술하는데 쓰이는 물질 밀도 값은 단위 부피에 포함된 물질의 총질량 보다는 보통 단위 부피당 은하의 개수비에 근거한다.

## 역사 및 발견
천체물리학에서 연구의 주제으로서의 거시공동은 적색편이 탐사가 유명해지기 시작하여 1978년 독립된 두 천체물리학 연구팀이 대규모 영역에서의 은하 및 에이벨 은하단의 분포로부터 초은하단과 거시공동 발견을 주도했던 1970년대 중반부터 시작되었다. 새로운 적색편이 탐사는 종종 빽빽하게 뭉치거나 겹쳐지는 우주적 구조의 2차원 지도에 깊이(거리)를 더하여 우주의 3차원 지도를 작성할 수 있도록 도움을 줌으로써 천문학의 장에 큰 변혁을 일으켰다. 적색편이 탐사에서 깊이는 허블의 법칙에 따라 우주의 팽창에 기인한 은하의 각 적색편이로부터 측정되었다.

### 타임라인
아래의 타임라인은 거시공동의 장에서 처음부터 최근까지 중요한 사건을 요약한 것이다.
- 1961년 - 초은하단의 특정 유형인, "이차 은하단"(second-order cluster)과 같이 대규모의 구조적 특징이 천문학회의 주목을 불러일으켰다.[10]

- 1978년 - 대규모 구조에서 최초로 거시공동을 주제로 한 두 편의 논문이 발표되었다. 논문에서는 머리털자리/A1367 은하단의 배경에서 발견한 거시공동을 언급하였다.[7][11]

- 1981년 - 목동자리 영역에서 직경 약 50 h-1 Mpc(나중의 계산으로는 약 34 h-1 Mpc)의 거대한 거시공동이 발견되었다.[12][13]

- 1983년 - 컴퓨터 시뮬레이션이 대규모 구조의 성장과 진화에 대해 비교적 신뢰적인 결과를 제공할 수 있을 정도로 세련되면서 대규모 은하 분포의 중요한 특징이 부각되고, 그에 대한 시각을 갖추게 되었다.[14][15]

- 1985년 - 페르세우스자리-물고기자리 영역의 초은하단 및 거시공동에 대해 탐사가 진행되었다.[16]

- 1989년 - 천체물리학 적색편이 탐사 연구소(The Center for Astrophysics Redshift Survey)에서 거대한 거시공동과 그를 둘러싸는 선명한 필라멘트 및 장벽을 발표하였다.[17]

- 1991년 - 라스 캄파나스 적색편이 탐사(Las Campanas Redshift Survey)에서 우주의 대규모 구조에서 거시공동의 존재비를 확인하였다.[18]

- 1995년 - 광학적 선택 은하 탐사(Optically-Selected Galaxy Surveys)와의 비교로 동일한 거시공동이 선택된 표본에 상관 없이 발견됨이 밝혀졌다.[19]

- 2001년 - 완성된 2도 영역 은하 적색편이 탐사(two-degree Field Galaxy Redshift Survey)로 아주 많은 거시공동이 발견되었다.[20]

- 2009년 - 최근의 SDSS (슬론 디지털 전천 탐사) 데이터는 이전의 대규모 탐사와 합하여 현재 거시공동의 자세한 구조에 대한 거의 완성된 시각을 제공하고 있다.[21][22]

## 거시공동 발견 방법
우주 대규모 탐사의 결과와 함께 거시공동은 수많은 방법으로 발견된다. 다수의 서로 다른 알고리즘들은 모두 실제로는 크게 세가지 유형으로 나뉘어 떨어진다. 첫번째 유형은 국부 은하 밀도에 근거하여 빈 영역을 찾으려 하는 거시공동 발견자(Void-Finder)로 구성된다. 두번째는 은하에 의해 암시되는 암흑물질 분포에서 나타나는 기하학적 구조를 통해 거시공동을 찾으려고 하는 유형이다. 세번째는 암흑물질의 분포에서 중력적으로 불안정한 지점을 이용하여 역학적으로 구조를 발견하려고 하는 발견자로 이루어져 있다. 거시공동 연구에 이용되는 가장 유명한 이 세가지 방법은 아래와 같다.

### 거시공동 발견자 알고리즘
첫번째 유형, 거시공동 발견자(VoidFinder) 알고리즘은 목표물로서 지정된 목록 내의 각 은하를 이용하는 것으로, 세번째로 가까운 은하와의 거리를 통해 결정되는 구형 공간에 포함된 우주의 밀도를 계산하기 위해 거시공동과 근사적으로 가장 가까운 이웃 은하(Nearest Neighbor Approximation)를 이용하는 것이다. El Ad와 Piran은 1997년에 이 방법을 거시공동 목록 작성을 표준화하는데 빠르고 효과적인 방법으로서 처음으로 소개하였다. 일단 구형의 세포(거시공동)들이 그 구조를 이루는 모든 데이터로부터 얻어지면(mined), 각 세포는 저밀도에서, 측정된 장벽의 평균 밀도값이 될 때까지 팽창하게 된다. 거시공동 발견에 도움이 되는 특징 중 하나는 이들의 경계선이 매우 뚜렷하고 명확하다는 것이다. 거시공동 내부에서의 평균 밀도는 우주의 평균 밀도의 10%에서 시작하여 가장자리에서 20%로 빠르게 증가하며, 가장자리 직후, 즉 장벽에서는 100%가 된다. 따라서 남아 있는 장벽과 겹쳐진 거시공동 영역은 각각 별개가 되어, 따로 뒤얽혀 있는 필라멘트, 은하단, 가까운 거시공동과 함께 격자를 이루게 된다. 이미 발견된 거시공동과 10%가 넘는 겹침은 그 거시공동 내부의 준영역으로 간주된다. 목록에 인정되는 모든 거시공동은 표본오차로 인해 우연히 목록에 수록되지 않게 하기 위해 최소 10 Mpc의 직경을 가지고 있다.

### ZOBOV 알고리즘
특이한 두번째 유형의 알고리즘은 공허와 접하는 영역(ZOne Bordering On Voidness) 알고리즘으로, 보로노이 쪽매맞춤(Voronoi tessellation) 기법을 이용하여 매우 적은 양의 편향을 가진 고밀도 경계선과 대조되는 영역을 수록하기 위해 경계선 입자(은하)를 무시한다. Neyrinck은 2008년에 자유 매개변수나 추정된 형태 쪽매맞춤을 포함하지 않는 방법을 소개할 목적으로 이 알고리즘을 발표하였다. 그러므로, 이 기법은 더욱 정밀한 모양과 크기의 거시공동을 표현할 수 있다. 그러나 알고리즘이 어느정도 모양과 크기에서 이점을 갖고 있긴 해도, 때때로 덜 명확한 결과를 제공하기 때문에 종종 비판을 받아왔다. 알고리즘을 통해 발견된 각 거시공동이 통계적 유의에 처하긴 하지만, 자유 매개변수가 없기 때문에 주로 작은 거시공동을 발견하는데 쓰인다. 최소 밀도에서 적어도 1:5의 평균 밀도비까지 적용됨으로써 작은 거시공동의 수를 줄이기 위해 물리적 유의 매개변수가 적용될 수 있다. 또한 준거시공동(Subvoid)은 이 과정을 통해 발견되는데, 거시공동으로서의 자격이 무엇인지에 대한 철학적 의문을 더욱 증가시킨다.

### DIVA 알고리즘
세번째 유형은 역학적 거시공동 분석(DynamIcal Void Analysis) 알고리즘으로 앞의 두 알고리즘과는 극히 다르다. 가장 눈에 띄는 측면은 알고리즘이 거시공동을 의미하는 것이 무엇인지에 대한 상이한 정의가 필요로 한다는 것이다. 거시공동이 우주에서 낮은 평균 밀도를 가진 영역, 즉 은하 분포의 구멍이라는 일반적인 개념 대신에, 이 알고리즘은 거시공동을 물질이 달아나는 영역으로 정의한다. 이것은 암흑에너지 상태방정식, w와 일치한다. 따라서 거시공동의 중심은 Sψ로 표현되는 변위장에 대한 최대 원인으로 간주된다. 이러한 정의의 변화는 2009년 Lavaux와 Wandelt에 의해 소개되었다. 이는 정확한 분석을 통한 계산을 통해 역학적이고 기하학적인 특징을 기술할 수 있는 거시공동을 산출하는 방법으로, DIVA가 거시공동의 타원율이나 어떻게 이들이 대규모 구조에서 진화하여 후에 세가지 별개 유형의 거시공동이 되었는지 심도있게 탐사하는 것을 가능하게 한다. 세가지 형태적 유형으로는 실제 거시공동(True void), 팬케이크 거시공동(Pancake void), 필라멘트 거시공동(Filament void)가 있다. 주목할 만한 또다른 우수함으로는 심지어 DIVA 또한 꼭 처음 유형의 방법이 그랬던 것처럼 선택함수 편향을 가지고 있다는 것인데, DIVA는 이 편향이 정확히 눈금이 매겨져 훨씬 더 신뢰성 있는 결과를 만들 수 있게 창안되었다. 이러한 라그랑주-오일러 복합적 방식에는 여러 단점이 존재한다. 한가지 예로는 이 방법으로 결정된 거시공동이 다른 방법으로 발견된 것과는 본질적으로 다른 것이라는 것이다. 모든 데이터 지점에서 다른 알고리즘의 결과와의 비교까지 매우 어렵게 만든다.

### 강인성 검증
일단 거시공동으로 여겨지는 것을 발견하기 위해 알고리즘이 발표되면, 그 알고리즘의 발견물이 대규모 구조에 대한 최근의 시뮬레이션과 모형에 의해 예측된 것과 거의 일치해야 한다. 이를 행하기 위해 숫자, 크기, 부분 심지어 이 알고리즘에 의해 발견된 거시공동의 다른 특징들까지 SPHH(Smoothed Particle Hydrodynamic Halo) 시뮬레이션, 람다CDM 모형, 또는 다른 신뢰성 있는 모의실험자들을 통해 설치된 모의 데이터들에 의해 모두 검증되어야 한다. 알고리즘의 데이터가 다양한 입력 기준에 대해 시뮬레이션의 결과와 일치한다면 더욱 더 강인해지게 되는 것이다.(Pan 등 2011)

## 거시공동의 중요성
거시공동의 연구에 아주 긴 시간이 소요되고 있기 때문에, 왜 이들이 학계에서 문제가 되는지에 대한 의문이 생긴다. 거시공동의 응용은 현재 암흑에너지에 대한 이해를 설명하는 것에서부터 우주의 진화 모형을 개선하고 제한하기까지 폭넓다. 몇몇 유명한 응용으로는 아래에서 설명할 것들이 있다.

### 암흑에너지 상태방정식
우주에서 거품의 역할을 하는 거시공동은 배경의 우주론적 변화에 민감하다. 이는 거시공동의 모양의 진화가 우주의 팽창의 결과 중 일부라는 것을 의미한다. 암흑에너지에 의해 발생하는 것으로 여겨지는 가속팽창으로 인해, 시간에 따른 거시공동의 모양 변화 연구는 정수 + 차가운 암흑물질(QCDM) 모형을 개선하고 더욱 정확한 암흑에너지의 상태방정식을 제공할 수 있다.

적색편이 z=30에서 시작하여 z=0에서 끝나는 대수적 기간에 따라 대규모 구조의 진화를 보여주는 43x43x43 메가파섹 입방체. 이 모형은 어떻게 거시공동의 물질이 장벽과 필라멘트로 달아남으로써 거시공동이 팽창함과 동시에 고밀도 영역이 중력에 의해 결집하는지 명확하게 보여준다.

### 은하의 진화 및 형성 모형
거시공동에 포함된 은하와 은하간 매질은 우주의 다른 영역의 것과는 약간 성질이 다르다. 이 희귀한 조합은 가우스적 단열의 차가운 암흑물질 모형에서 예측되는 편향된 은하의 진화 모습의 개선에 도움을 주는데, 거시공동과 차이를 보이는 형태-밀도 관계의 수정도 가능하다. 형태-밀도 관계와 같은 관측 사실은 거대 규모에서 은하가 어떻게 형성되고 진화하는지에 대한 새로운 측면을 밝혀준다. 더욱 국부적인 규모에서 거시공동에 위치한 은하는 장벽에 위치한 것과는 다른 형태나 분광적 특징을 가지고 있다. 거시공동에서는 상당수가 장벽의 은하에 비해서 어리고 뜨거운 별로 이루어진 폭발적 항성생성은하로 관측되어오고 있다.

### 비등방성에서의 이상
윌킨슨 마이크로파 비등방성 탐사선에 의해 발견된 WMAP 냉점과 같이 우주배경복사에서 보이는 냉점(Cold spot)들은 후기(late) 통합된 작스-울프 효과가 가능성 있는 해법으로 설명되기만 하면, 반경 ~120 Mpc에 이르는 매우 거대한 거시공동의 존재로 설명될 수 있다. CMB에서의 이상(anomaly)은 현재 냉점이 있는 곳 시선방향에 위치한 거대한 거시공동의 존재를 통해 잠정적으로 설명되고 있다.

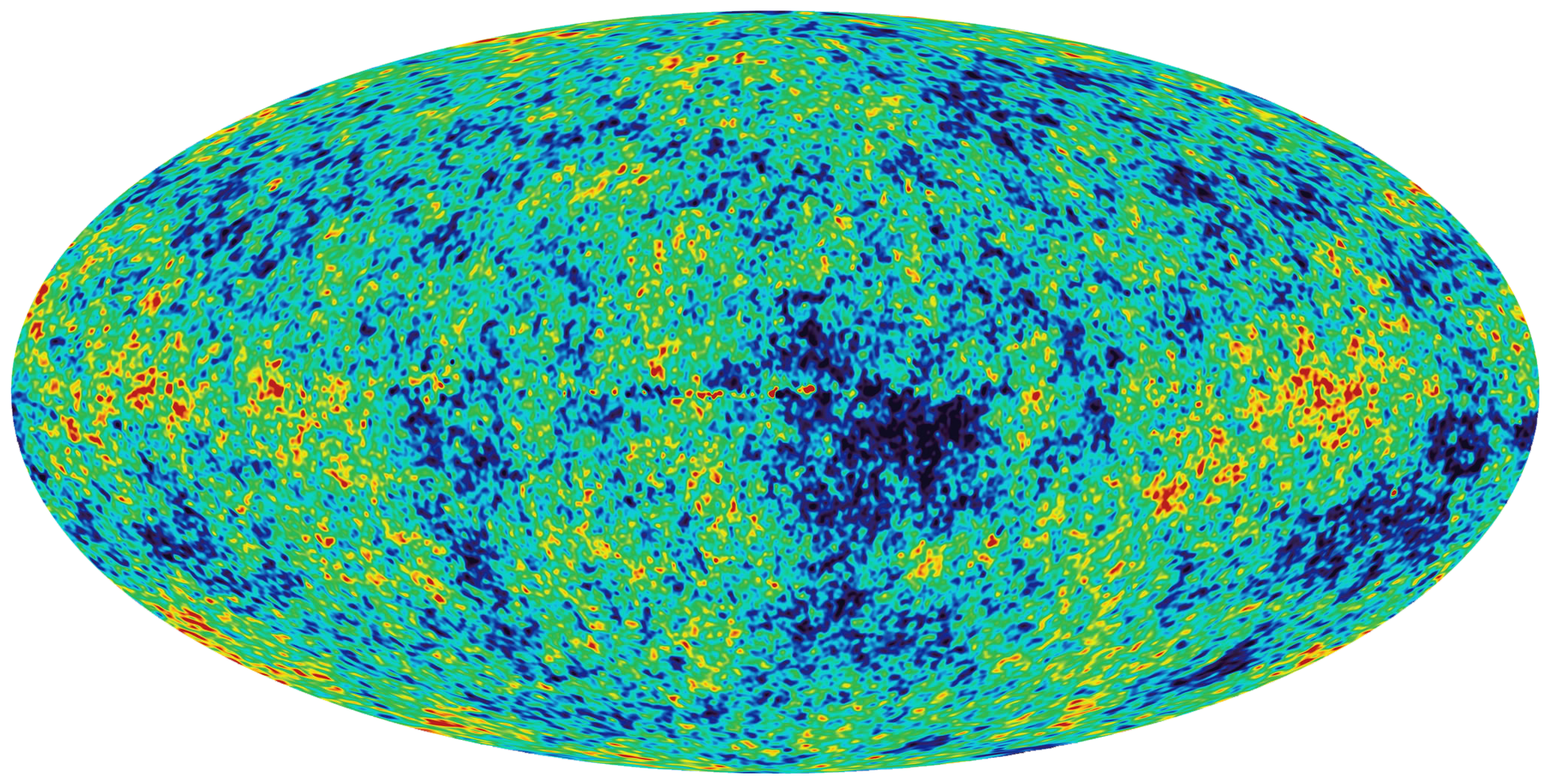
우주배경복사 전체 지도.

### 우주의 가속팽창
우주의 가속팽창에 대해서 암흑에너지가 현재 가장 유명한 설명이긴 하지만, 또다른 이론은 우리 은하가 매우 거대하고, 아주 밀도가 낮지 않은 거시공동의 일부분일 가능성이 있다고 설명한다. 이 이론에 따르면 그러한 환경은 암흑에너지가 관측된 가속팽창 문제를 해결하는데 비교적 적은 비중을 차지한다. 이 주제에 대해 더 많은 데이터가 공개됨으로써 모두 포기하진 않았지만 크게 신뢰를 잃어온 현재 ΛCDM의 설명 대신 실질적인 해법이 될 기회가 주어지고 있다.

### 중력 이론
거시공동은 종종 밝혀진 우주의 우주론적 변수와는 다른 변수를 고수하는 것처럼 보인다. 때문에 거시공동은 외부와 우주론적 변수가 다른 값을 가질 때 국부 은하와 구조를 포함한 중력 결집 및 성장률에 대한 영향 연구에 대한 거대한 실험실의 역할을 하게 된다. 거대한 거시공동에 대부분 저밀도 영역에서 다량의 구형 대칭성을 가지는 선형적인 체계가 남아 있다는 관측으로 인해, 거시공동에 대한 검증 모형은 매우 정확하게 수행된다. 이러한 거시공동에서의 상이한 우주론적 변수는 Ωm, ΩΛ, H0이다.

## 같이 보기
- 일러스트리스 계획
- 거시공동 목록